# Station Lumajang

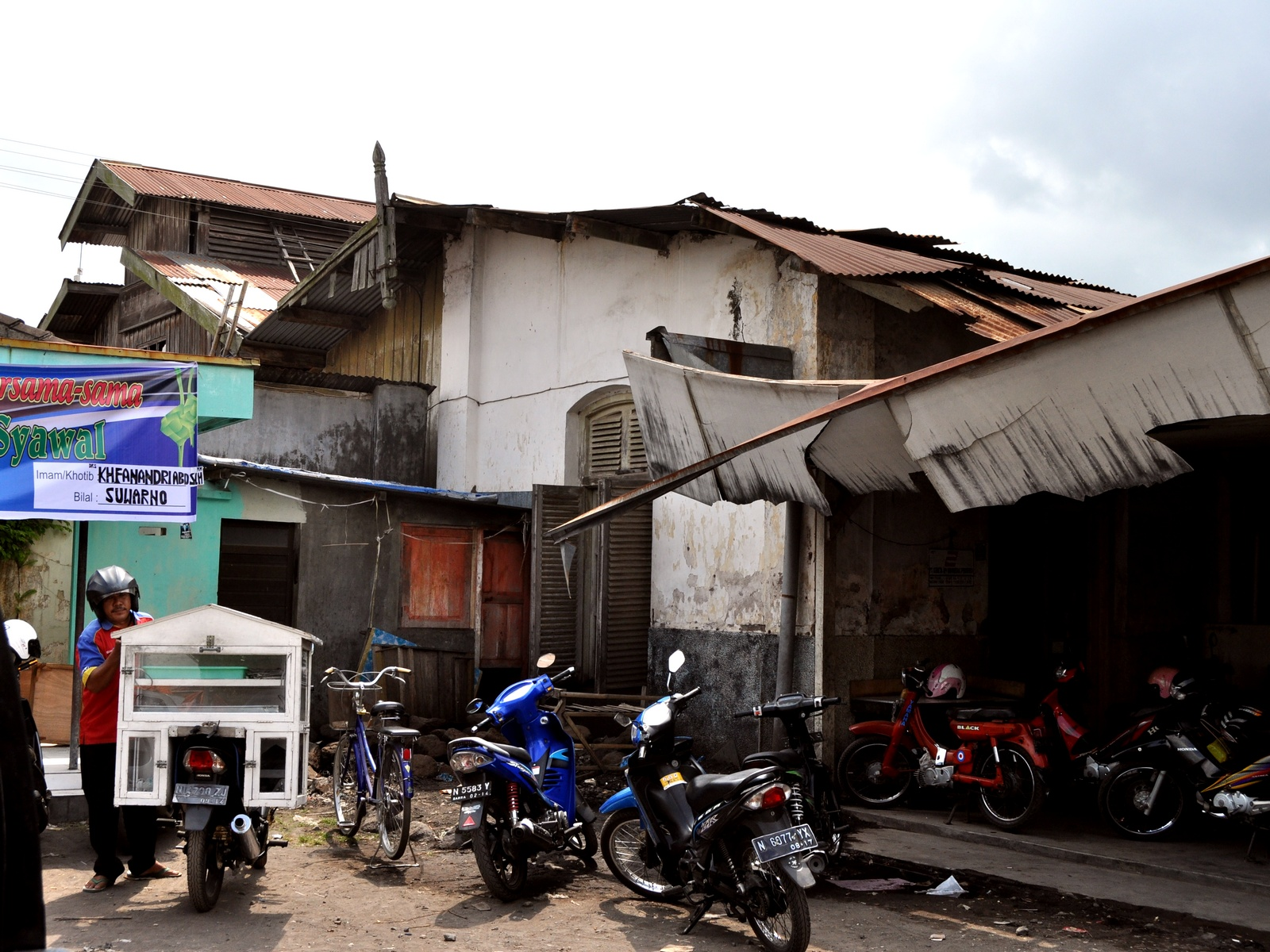
Het voormalige station nu in gebruik als opslagplaats (2013).

Lumajang is een voormalig spoorwegstation in de Indonesische provincie Oost-Java.